# La Petite Dernière
La Petite Dernière is een Frans-Duitse dramafilm uit 2025, geschreven en geregisseerd door Hafsia Herzi en gebaseerd op de gelijknamige roman van Fatima Daas uit 2020. De hoofdrol wordt vertolkt door Nadia Melliti.

## Verhaal
Fatima, de jongste dochter uit een gezin van Algerijnse immigranten, groeide op in een Parijse buitenwijk. Over thema's als liefde en seksualiteit wordt thuis niet gesproken. Wanneer ze de middelbare school in de buitenwijk verlaat om zich voor te bereiden op haar studie, begint ze afstand te nemen van haar familie. Fatima ontdekt nieuwe levensprojecten en ontdekt dat ze lesbisch is, wat er al snel toe leidt dat ze uit de kast komt. Dit leidt tot conflicten met haar familie, haar islamitische geloof en met zichzelf.

## Rolverdeling
| Acteur         | Personage |
| -------------- | --------- |
| Nadia Melliti  | Fatima    |
| Aloïse Sauvage |           |
| Park Min-ji    | Ji-Na     |
| Melissa Guers  |           |

## Productie
La Petite Dernière is de vierde speelfilm van actrice en regisseur Hafsia Herzi. Ze schreef ook het scenario, gebaseerd op de gelijknamige, prijswinnende roman van Fatima Daas. De film wordt geproduceerd door Julie Billy, Naomi Denamur voor het Franse June Films, Vanessa Ciszewski voor het Duitse Katuh Studio en ZDF/ARTE France.

## Release en ontvangst
La Petite Dernière ging op 16 mei 2025 in première op het Filmfestival van Cannes in de competitie voor de Gouden Palm. De film won de Queer Palm en de prijs voor beste actrice (Nadia Melliti).

## Prijzen en nominaties
De belangrijkste:
| Jaar | Prijs                   | Categorie     | Genomineerde(n) | Uitslag     |
| ---- | ----------------------- | ------------- | --------------- | ----------- |
| 2025 | Filmfestival van Cannes | Gouden Palm   | Hafsia Herzi    | Genomineerd |
| 2025 | Filmfestival van Cannes | Queer Palm    | Hafsia Herzi    | Gewonnen    |
| 2025 | Filmfestival van Cannes | Beste actrice | Nadia Melliti   | Gewonnen    |